# フラワシ
フラワシ (Fravaši)とは、ゾロアスター教における聖霊、下級神。
「円環（円盤）に翼と尾と脚（＝蛇）と人物が付いた図像」である。
サーサーン朝になると翼は簡略化された結果、無くなっていき「円環に細長い布片（リボン＝脚＝蛇の変化したもの）が付いた図像」に変化していく。

ペルセポリスのフラワシ（フラワフル）のレリーフ

## 概要
フラワシはアヴェスター語形で、パフラヴィー語ではフラワルド (Fravard)、またはフラワフル (Fravahr)という。
この世の森羅万象に宿り（「多い」譬えとして「フラワシは99,999体いる」と表現される）、あらゆる自然現象を起こす霊的存在である。フラワシの宿るものは善なる存在、宿っていないものは悪なる存在とされた。フラワシは人間にも宿っている。人間に宿る魂のうち、もっとも神聖な部分が人間のフラワシなのだという。
また、人の誕生後、常にその人と一緒に行動し、人が事の善悪・正邪を見極め正道を進むことを助け、死ぬまで一緒にいるとされる、「祖霊＝守護霊」ともされた。
古代イランでは、1年の最後の10日間に特別にフラワシを祀る期間（ハマスパスマエーダヤの祭典）があり、この期間には各々の家に縁の深いフラワシ即ち祖霊（霊魂＝ウルヴァン）が集団でやってくるとされ、火をたいて迎え入れて祀る行事を行う習慣があった。一説によると、これがインドに伝えられて盂蘭盆の起源になったとされる。